# Willem Hubert van Blijenburgh
Willem Peter Hubert van Blijenburgh, geboren als Willem Peter van Blijenburgh, (Zwolle, 11 juli 1881 – Bilthoven, 14 oktober 1936) was een Nederlands schermer en militair. Hij nam vijfmaal deel aan de Olympische Spelen en won hierbij in totaal drie medailles.
Van Blijenburgh nam deel aan de Olympische Zomerspelen in 1906 (tussenliggende spelen), 1908, 1912, 1920 en 1924. Met het Nederlands team won hij in 1912 brons op de onderdelen sabel en brons. In 1920 won het met het team voor de derde maal brons op het onderdeel sabel.
In 1907 werd hij secretaris van Koninklijke Officiers Schermbond en organiseerde in 1908 het eerste internationale militaire schermconcours. Ook was hij bestuurslid van de Koninklijke Nederlandse Amateur Schermbond. In 1914 behaalde hij aan Springfield College in Amerika een diploma Master of Physical Education. Een boekwerk uit 1915 van hem waarin hij de Duitse gymnastiek minderwaardig vond aan de Zweedse gymnastiek leidde tot ophef binnen de atletiek- en sportonderwijskringen. Bij de mobilisatie in 1914 werd hij directeur van de marinesportschool in Den Helder en later van de militaire gymnastiek- en sportschool in Utrecht waar hij in 1926 bij zijn pensionering de rang van kapitein der artillerie voerde. Van Blijenburgh schreef meerdere boeken over lichamelijke opvoeding en was de eerste Nederlander die hierin promoveerde. Hij gaf internationaal gastcolleges en doceerde aan de Universiteit Utrecht. In 1922 werd hij onderscheiden als Ridder in het Legioen van Eer. In 1927 werd hij benoemd tot attaché voor Canada en in 1928 werd hij directeur van de Vereeniging voor Vreemdelingenverkeer.
- International Standard Name Identifier: 0000 0004 3502 2154
- Système universitaire de documentation: 119132982
- Virtual International Authority File: 66860730
- WorldCat: E39PBJvmK9TFCkJWpt36RWCYT3